# 费利佩·席尔瓦
费利佩·席尔瓦（葡萄牙語：Felipe França Silva，1987年5月14日—）出生于巴西圣保罗州，是巴西奥运游泳选手。
席尔瓦在2009年巴西游泳锦标赛上，以26.89这个打破世界纪录的成绩获得了男子50米蛙泳金牌。
但该纪录很快被卡梅伦·范德伯格两次在2009年世界游泳锦标赛上打破，他最终在男子50米蛙泳决赛以26.67获得冠军，席尔瓦屈居第二。